# LV-2012
La LV-2012, o Carretera de les Borges Blanques a la Floresta en el seu primer tram, Carretera dels Omellons a la Floresta en el segon i Carretera de l'Espluga Calba als Omellons en el tercer, és una carretera antigament anomenada veïnal, actualment gestionada per la Generalitat de Catalunya. La L correspon a la demarcació provincial de Lleida, i la V a la seva antiga consideració de veïnal. És una carretera de la xarxa local de Catalunya que transcorre íntegrament per la comarca de les Garrigues, en els termes municipals de les Borges Blanques, Arbeca, la Floresta, els Omellons i l'Espluga Calba. Té 13 quilòmetres de recorregut, i uneix la primera i la darrera d'aquestes poblacions passant per totes les anteriors, llevat d'Arbeca, el terme de la qual, en el seu extrem sud, només travessa en uns 100 metres de recorregut.